# Stenamma carolinense
Stenamma carolinense är en myrart som beskrevs av Smith 1951. Stenamma carolinense ingår i släktet Stenamma och familjen myror. Inga underarter finns listade i Catalogue of Life.